# Tom Söderberg (Fußballspieler)
Tom Söderberg (* 25. August 1987 in Norrköping) ist ein schwedischer Fußballspieler. Der Abwehrspieler, der 2010 in der schwedischen Nationalmannschaft debütierte, stieg 2008 mit BK Häcken in die Allsvenskan auf.

## Werdegang
Der in Schweden geborene Söderberg zog im Alter von sechs Jahren mit seiner Familie nach Norwegen. Dort begann er als Torwart mit dem Fußballspielen bei Viking Stavanger. Nach der Rückkehr seiner Eltern nach Schweden spielte für den auf Hisingen beheimateten Backa IF. Da bereits ausreichend Torhüter vorhanden waren, musste er fortan als Feldspieler auflaufen. Später schloss der Abwehrspieler sich im Alter von 14 Jahren der Nachwuchsabteilung des Göteborger Klubs BK Häcken an.
Bei BK Häcken durchlief Söderberg die einzelnen Jugendmannschaften. 2006 gewann er mit der U-18-Mannschaft des Klubs den renommierten Gothia Cup. In der Folge rückte er in den Kader der Erstligamannschaft auf, kam aber in der Spielzeit 2006 nicht zum Einsatz. Nachdem der Klub in die Superettan abgestiegen war, bestritt er in der Zweitliga-Spielzeit 2007 seine ersten Einsätze als Einwechselspieler. Hatte der Klub als Tabellenvierter knapp die Relegationsspiele verpasst, trug er mit drei Toren in 13 Spielen – bei acht stand er in der Startformation – in der anschließenden Spielzeit zum Wiederaufstieg bei. In der Erstligaspielzeit 2009 avancierte er unter Trainer Peter Gerhardsson an der Seite von David Frölund, Mattias Östberg und Johan Lind zum Stammspieler. In der ersten Liga erzielte er zwei Saisontore und verpasste mit dem Aufsteiger als Tabellenfünfter nur knapp den Europapokal. Durch seine guten Leistungen nominierte ihn der neue Nationaltrainer Erik Hamrén überraschend für die Jahresauftaktländerspiele im Januar 2010. Beim 1:0-Erfolg über den Oman durch ein Tor von Anders Svensson debütierte er am 20. Januar des Jahres in der Abwehrreihe der Landesauswahl. Anschließend von Pfeiffer-Drüsenfieber und einer Knieverletzung gebremst pendelte er zwischen Startelf und Tribüne. 
In der Spielzeit 2012 war Söderberg wieder Stammspieler bei BK Häcken. In 25 Ligaspielen sorgte er an der Seite von Abdul Majeed Waris, Martin Ericsson und René Makondele dafür, dass der Klub sich mit IF Elfsborg im Zweikampf um den Meistertitel befand. Letztlich reichte es nur zum zweiten Platz in der Allsvenskan. Nach Auslaufen seines Kontrakts zum Jahresende wechselte er ablösefrei zu IF Elfsborg, wo er einen Drei-Jahres-Vertrag unterzeichnete. In der Vorbereitung im März verletzte er sich am Meniskus und fiel zeitweise aus. Nach seiner Wiedergenesung gehörte er unter Trainer Jörgen Lennartsson zu den Stammkräften des amtierenden Meisters.